# به سوی دنیای جدید
به سوی دنیای جدید (کره‌ای: 다시 만난 세계؛ آوایی: Dashi Mannan Segye) اولین ترانه از گروه دخترانهٔ گرلز جنریشن است. آنها با این تک‌آهنگ وارد دنیای موسیقی شدند. این آهنگ توسط کیم جئونگ‌بائه نوشته شده و توسط کنزی تهیه شده‌است. این ترانه در تاریخ ۳ اوت ۲۰۰۷ توسط اس.ام. انترتینمنت منتشر شد و توسط جینی میوزیک توزیع شد. این آهنگ بعدها و در سال ۲۰۰۷، در اولین آلبوم استدیویی گرلز جنریشن قرار گرفت. از این ترانه به عنوان «سرود گروه‌های دخترانه» یاد می‌شود.
این گروه در چندین اجرای زنده در برنامه‌های موسیقی و در سراسر تورهای کنسرت آسیایی خود، «به سوی دنیای جدید» را اجرا کرده‌است. این ترانه بخشی اجرای انکور اولین صحنهٔ ژاپن (۲۰۱۱)، تور گرلز جنریشن (۲۰۱۱) و تور جهانی گرلز جنریشن «دختران و صلح» (۲۰۱۳) بود؛ گروه همچنین این آهنگ را در تور آسیایی گرلز جنریشن (۲۰۰۹) و یک نسخه ریمیکس شده از آن را در طول تور رویای گرلز جنریشن (۲۰۱۵) اجرا کرد. «به سوی دنیای جدید» اولین جایزه موسیقی برای خود ترانه و گروه را در تاریخ ۱۱ اکتبر سال ۲۰۰۷، از برنامهٔ شمارش معکوس ام کسب کرد.

## پس زمینه و انتشار
این آهنگ توسط لی سومان، بنیانگذار و رئیس شرکت مشهور سرگرمی کره ای اس.ام. انترتینمنت، تهیه شد. اولین آوای ملودیک این آهنگ در محتوای اصلی با موضوع اصلی آهنگ نهایی سمفونی نهم از آنتونین دورژاک یکسان است؛ عنوان آهنگ نهایی این سمفونی «از دنیای جدید» است.

## نماهنگ
ویدیو موسیقی دارای تعداد کمی صحنهٔ رقص است. این ویدیو با صحنهٔ فرود یک هواپیما شروع می‌شود، به دنبال آن یک سایه روشن از دختران که تشکیل یک خط می‌دهند و سپس می‌رقصند، به تصویر کشیده می‌شود. در همین حال، نوشته‌ای بر تصویر ظاهر می‌شود که می‌گوید «به سوی دنیای جدید، شاید هم نه… به انتخاب خودت بستگی داره». در طول ویدیو، نشان داده می‌شود که دختران فعالیت‌هایی را انجام می‌دهند، به تنهایی یا همراه با یک عضو دیگر. فعالیت‌های انجام شده توسط دختران عبارتند از:
- یونآ برای یک بوتیک طراحی لباس انجام می‌دهد.
- ته‌یئون همراه با سویانگ یک هواپیما سبک را پرواز می‌دهد. در این ویدئو، هواپیمای ته‌یئون شکسته‌است و او تلاش می‌کند تا آن را تعمیرکند و سویانگ نیز دعا می‌کند. این هواپیما با موفقیت تعمیر می‌شود و هر دوی آنها خوشحال هستند. در آخرین صحنه ویدئو، سویانگ دیده می‌شود که پس از پرواز ته‌یئون او را تعقیب می‌کند.
- یوری یک باریستا است، و در حال آماده کردن یک لاته است. در یک صحنه، او گلدانی از گل را روی میز می‌گذارد.
- هیویئون در حال خرید یک جفت کفش سفید تمرین از یک فروشگاه است، بعد از آن در یک راه‌پله می‌رقصد.
- سانی و جسیکا در حال نقاشی یک گرافیتی هستند. گرافیتی می‌گوید: «دنیای جدید ۲۰۰۷».
- تیفانی در حال تعمیر یک اسکوتر است (یک یاماها فینو ۱۱۵) و بدنهٔ آن را با رنگ صورتی رنگ، با گل نقاشی و رنگ پلاک خود را سفارشی می‌کند. نوشتهٔ روی پلاک سفارشی «تیفانی» است که در بالای آن به کره‌ای «نسل دختران» نوشته شده‌است. این اسکوتر در واقع متعلق به شین‌دونگ عضو سوپر جونیور است.[۳]
- سئوهیون در حالی که یک هواپیما کاغذی را نگه داشته‌است، روی پشت بام یک ساختمان باله می‌رقصد.[۴]

در این ویدیو دو صحنهٔ رقص وجود دارد؛ اولی یک اتاق با پس زمینهٔ سفید و دیگری لابی یک فروشگاه.

## انتشار
این آهنگ در تاریخ ۳ اوت سال ۲۰۰۷ به عنوان یک آلبوم تک‌آهنگ منتشر شد.
این آهنگ ابتدا در ۵ اوت ۲۰۰۷ در برنامهٔ اینکی‌گایو، محصول شبکهٔ اس‌بی‌اس، توسط گروه اجرا شد. «به سوی دنیای جدید» اولین جایزه موسیقی برای خود از برنامهٔ شمارش معکوس ام کسب کرد.

## تأثیرات

### تجاری
نسخه فیزیکی «به سوی دنیای جدید» با فروش ۱۰٬۸۲۳ نسخه در ماه اول انتشار، در رتبهٔ پنجم فهرست صنعت موسیقی کره در ماه آگوست سال ۲۰۰۷، قرار گرفت. با فروش مجموعاً ۲۲٬۸۱۸ نسخهٔ فیزیکی، چهل و یکمین سی‌دی پرفروش سال ۲۰۰۷ کره جنوبی شد. در سال ۲۰۱۰، بر اساس تعداد فروش فیزیکی، از تاریخ ۱۸ تا ۲۴ آوریل، در رتبهٔ دوم فهرست آلبوم گائون قرار گرفت. این ترانه نهمین پرفروش ماه آوریل ۲۰۱۰ در کره جنوبی شد.

### فرهنگی
این ترانه در سال ۲۰۱۶، وقتی دانشجویان دانشگاه دخترانهٔ ایوها در طول یکی از اعتراضات صلح‌آمیز خود و در حالی که مقابل ۱۶۰۰ مأمور پلیس ایستاده بودند، خواندند بار دیگر بر سر زبان‌ها افتاد. عضو گرلز جنریشن تیفانی پاسخ داد:
«به عنوان عضوی از اس‌ان‌اس‌دی، لحظهٔ پرافتخاری بود. اکنون دورهٔ فمینیست‌هاست و ترانه‌هایی از سوی هنرمندان زن که به زنان جامعه احساس قدرت می‌بخشند، مهم هستند. احساس می‌کنم آهنگ ما این نقش را بازی کرد، بنابراین در قلبم احساس خوشحالی می‌کنم.»
عضو دیگر، یوری، نیز احساسات مشابهی را بیان کرد:
«چندین بار ویدیو [اعتراضات] را دیدم و آنقدر در قلبم احساساتی شدم که گریه کردم. لحظه ای بود که به عنوان یک خواننده، احساس غرور زیادی کردم. این پیامی بود که می‌خواستم از طریق موسیقی‌ام به دنیا برسانم و اینکه دیدم الهاماتی که ما می‌خواستیم از طریق موسیقی و اجراهایمان به مردم بدهیم در واقع دیده شده و دریافت شده بود، شبیه هیچ حس دیگری در دنیا نبود. وقتی که تازه موسیقی را شروع کرده بودیم، کاملاً معنی این ترانه را متوجه نمی‌شدم و آن را با چشمانی شاد تقلید می‌کردم و می‌خواندم، اما وقتی زمان گذشت و دوباره به ترانه گوش کردم، حتی بیشتر از قبل تحت تأثیر قرار گرفتم.»
در طول اعتراضات وسیع سال۲۰۱۷ – ۲۰۱۶ در کره جنوبی که به برکناری پارک گون‌هه انجامید، «به سوی دنیای جدید» در کنار آهنگ «قوی باش» از گروه توایس و «بنگ بنگ بنگ» از گروه بیگ بنگ به طور گسترده‌ای در میادین عمومی و اعتراضی خوانده می‌شد؛ به طوری که این ترانه تبدیل به «سرود صبحگاهی» نسل جوان شد و ده سال پس از انتشارش، بار دیگر در صدر فهرست زمان-واقعی ملون قرار گرفت.
همچنین این ترانه هر ساله در رژه دگرباشان جنسی کره جنوبی به عنوان «سرود» خوانده می‌شود.

### بازخوانی‌ها
«به سوی دنیای جدید» اغلب در برنامه‌های استعدادیابی، اجراهای ویژه در برنامه‌های موسیقی و جشنواره‌های موسیقی بازخوانی می‌شود. در اولین فصل برنامهٔ تولید ۱۰۱، یکی از آهنگ در مأموریت شروع به کار شرکت‌کنندگان بود. در برنامهٔ در جستجوی مومولند، به عنوان آهنگ ارزیابی در اولین مرحله استفاده شد. در آیدول اسکول سال ۲۰۱۷، به عنوان وسیلهٔ ارزیابی صوتی اولیه مورد استفاده قرار گرفت. نه برندهٔ پایانی این برنامه، فرمیس ۹، در ششصدمین قسمت برنامهٔ شمارش معکوس ام، این ترانه را بازخوانی کردند. در جشنوارهٔ موسیقی گائون که از شبکهٔ کی‌بی‌سی پخش شد، گروه‌های جی فرند، آی.او. آی، توایس و رد ولولت «یه سوی دنیای جدید» را بازخوانی کردند. بعد از جدایی جسیکا، گرلز جنریشن یک نسخهٔ بالاد از این ترانه را برای اجراهای زندهٔ خود، ارائه دادند. هیویئون در برنامهٔ «آبجی‌های مخفی» تأیید کرد که رقص این ترانه از یک سال پیش از تشکیل گرلز جنریشن، طراحی و آماده شده بود. نسخهٔ بالاد این ترانه به عنوان وسیلهٔ ارزیابی صوتی اولیه در برنامهٔ تولید ۴۸ مورد استفاده قرار گرفت.